# Hézecques
Hézecques est une commune française située dans le département du Pas-de-Calais en région Hauts-de-France. Ses habitants sont appelés les Hézecquois.
La commune fait partie de la communauté de communes du Haut Pays du Montreuillois qui regroupe 49 communes et compte 15 703 habitants en 2021.

## Géographie

### Localisation
Localisée dans le centre du département du Pas-de-Calais, Hézecques est une commune de la vallée de la Lys située, à vol d'oiseau, à 3 km au nord-est de la commune de Fruges (aire d'attraction) et à 29 km au nord-est de la commune de Montreuil-sur-Mer (chef-lieu d'arrondissement).
Le territoire de la commune est limitrophe de ceux de six communes.
Les communes limitrophes sont Beaumetz-lès-Aire, Lisbourg, Lugy, Matringhem, Senlis et Verchin.

### Géologie et relief
La superficie de la commune est de 4,93 km2 ; son altitude varie de 78  à   86 mètres.

### Hydrographie
Le territoire de la commune est situé dans le bassin Artois-Picardie.
La commune est traversée par la Lys, cours d'eau d'une longueur de 134,01 km, qui prend sa source dans la commune de Lisbourg, dans le département du Pas-de-Calais, et se jette dans l'Escaut au niveau de la commune de Gand, en Belgique.

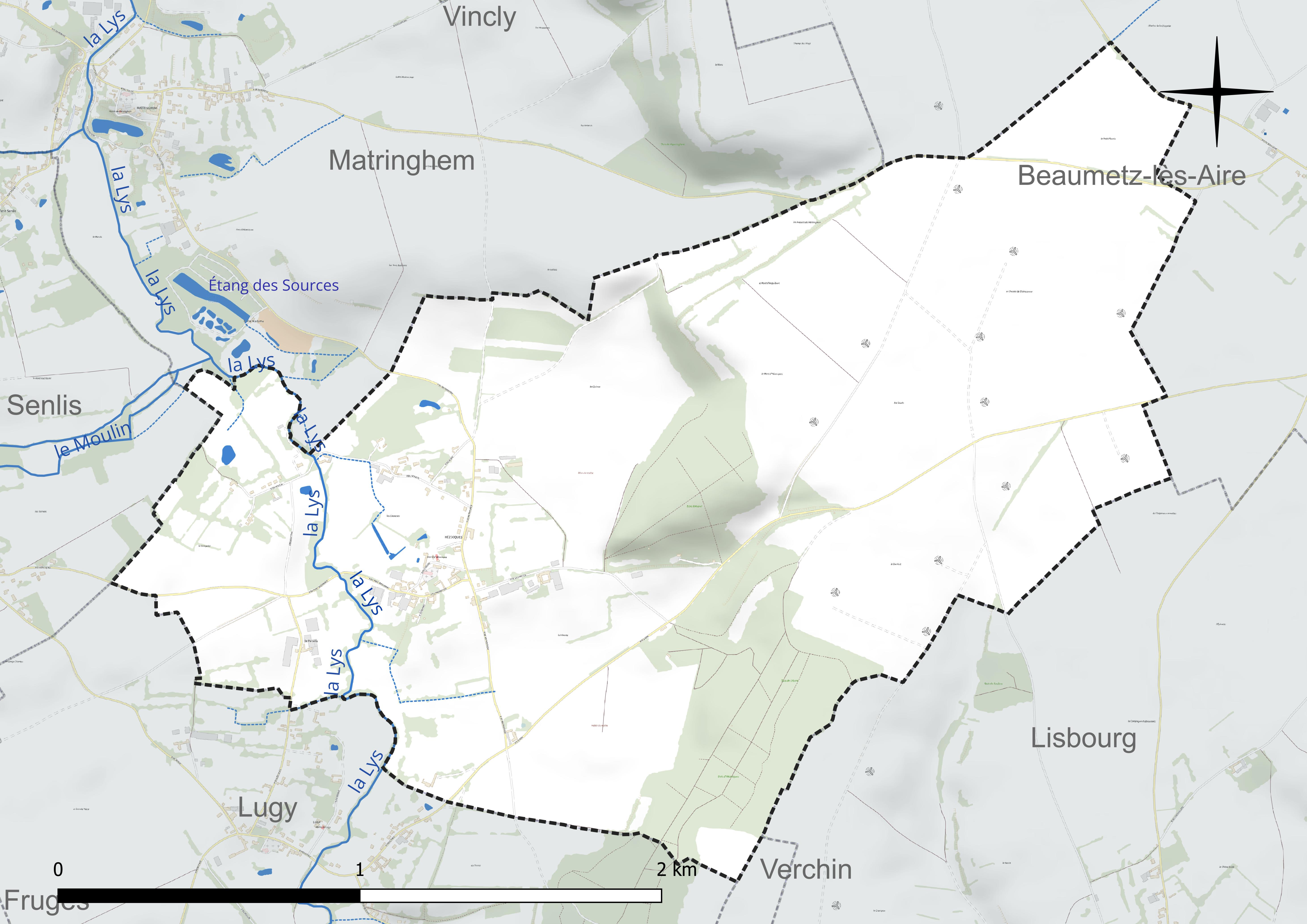
Réseau hydrographique d'Hézecques.

### Climat
Pour des articles plus généraux, voir Climat des Hauts-de-France et Climat du Pas-de-Calais.
En 2010, le climat de la commune est de type climat océanique altéré, selon une étude du CNRS s'appuyant sur une série de données couvrant la période 1971-2000. En 2020, Météo-France publie une typologie des climats de la France métropolitaine dans laquelle la commune est exposée à un climat océanique et est dans la région climatique  Côtes de la Manche orientale, caractérisée par un faible ensoleillement (1 550 h/an) ; forte humidité de l’air (plus de 20 h/jour avec humidité relative > 80 % en hiver), vents forts fréquents.
Pour la période 1971-2000, la température annuelle moyenne est de 10,1 °C, avec une amplitude thermique annuelle de 13,7 °C. Le cumul annuel moyen de précipitations est de 878 mm, avec 12,9 jours de précipitations en janvier et 8,9 jours en juillet. Pour la période 1991-2020, la température moyenne annuelle observée sur la station météorologique la plus proche, située sur la commune de Radinghem à 5 km à vol d'oiseau, est de 10,5 °C et le cumul annuel moyen de précipitations est de 1 038,1 mm,. Pour l'avenir, les paramètres climatiques de la commune estimés pour 2050 selon différents scénarios d'émission de gaz à effet de serre sont consultables sur un site dédié publié par Météo-France en novembre 2022.
| Mois                                  | jan.             | fév.           | mars          | avril           | mai             | juin           | jui.           | août           | sep.          | oct.            | nov.            | déc.           | année      |
| ------------------------------------- | ---------------- | -------------- | ------------- | --------------- | --------------- | -------------- | -------------- | -------------- | ------------- | --------------- | --------------- | -------------- | ---------- |
| Température minimale moyenne (°C)     | 1,6              | 1,6            | 3,3           | 5               | 8               | 10,8           | 12,9           | 13,1           | 10,8          | 8,1             | 4,8             | 2,2            | 6,8        |
| Température moyenne (°C)              | 4                | 4,4            | 6,8           | 9,4             | 12,4            | 15,2           | 17,4           | 17,7           | 14,9          | 11,4            | 7,4             | 4,5            | 10,5       |
| Température maximale moyenne (°C)     | 6,4              | 7,1            | 10,2          | 13,8            | 16,8            | 19,6           | 22             | 22,2           | 19            | 14,7            | 9,9             | 6,9            | 14         |
| Record de froid (°C) date du record   | −13,8 02.01.1997 | −14,6 04.02.12 | −10 04.03.05  | −3,8 02.04.1996 | −0,7 05.05.1996 | 1,4 02.06.1991 | 5,7 07.07.1996 | 6,6 13.08.1993 | 3 17.09.1994  | −4,3 29.10.1997 | −7,8 23.11.1998 | −12,3 18.12.10 | −14,6 2012 |
| Record de chaleur (°C) date du record | 15 01.01.22      | 18,4 26.02.19  | 23,2 31.03.21 | 25,5 20.04.18   | 30,2 27.05.05   | 32,8 21.06.17  | 40,4 25.07.19  | 36,7 10.08.03  | 32,1 09.09.23 | 28,1 01.10.11   | 20 01.11.15     | 15,7 30.12.22  | 40,4 2019  |
| Précipitations (mm)                   | 97,7             | 84,7           | 71,6          | 60,1            | 69,5            | 70,3           | 72,9           | 83,6           | 76,9          | 107,8           | 118,6           | 124,4          | 1 038,1    |

### Paysages
Pour un article plus général, voir Paysage en France.
La commune s'inscrit dans les « paysages des hauts plateaux artésiens » tels qu’ils sont définis dans l’atlas de paysages de la région Nord-Pas-de-Calais, conçu par la direction régionale de l'Environnement, de l'Aménagement et du Logement (DREAL),.
Ces paysages, qui concernent 77 communes du Pas-de-Calais, se situent à l'extrémité ouest des collines de l'Artois qui traversent le Pas-de-Calais d'Arras au Boulonnais. L'altitude de ces paysages dépassent les 180 mètres. Ces dimensions sont modestes, d'une quinzaine de kilomètres du sud-est au nord-ouest et d'une vingtaine de kilomètres dans sa dimension la plus grande.
Ces « paysages des hauts plateaux artésiens », appelés aussi « Haut Artois », se caractérisent par trois ensembles écopaysagers : 
- l'ensemble mésophile ouvert du plateau artésien calcaire ;
- l'ensemble alluvial des fonds de vallée de la Lys et de l'Aa ;
- l'ensemble calcicole des versants calcaires des vallées[12].

Le « Haut Artois » dispose d'une importante densité de corridors biologiques bien interconnectés.
Dans le « Haut Artois », pas de villes, c'est une des rares terres rurales de la région, les communes les plus importantes sont, du nord au sud, Lumbres, Fauquembergues et Fruges. Le « Haut Artois », drainé par l'Aa et la Lys, constitue le sommet de l'anticlinal artésien, paysage ventée, froid et aux précipitations importantes qui en font le château d'eau régional.
Leș cultures représentent environ 60 % des sols, les prairies entre 26 et 27 %, les bois de 5 à 8 % et les villages et bourgs de 5 à 8 %, l'industrie y est peu présente.

### Milieux naturels et biodiversité

#### Zones naturelles d'intérêt écologique, faunistique et floristique
L’inventaire des zones naturelles d'intérêt écologique, faunistique et floristique (ZNIEFF) a pour objectif de réaliser une couverture des zones les plus intéressantes sur le plan écologique, essentiellement dans la perspective d’améliorer la connaissance du patrimoine naturel national et de fournir aux différents décideurs un outil d’aide à la prise en compte de l’environnement dans l’aménagement du territoire.
Le territoire communal comprend une ZNIEFF de type 1 : la Haute Lys et ses végétations alluviales en amont de Thérouanne. D'une altitude variant de 38  à   153 m et d'une superficie de 1 053 ha, ce site correspond au fond de vallée et à quelques versants, depuis les sources jusqu’à la commune de Thérouanne.
et une ZNIEFF de type 2 : la haute vallée de la Lys et ses versants en amont de Thérouanne. L’entité paysagère de la haute vallée de la Lys et ses versants s’étire sur une vingtaine de kilomètres du Nord au Sud pour moins de dix d’Est en Ouest dans le Haut Artois.

Carte des ZNIEFF de type 1 et 2 sur la commune
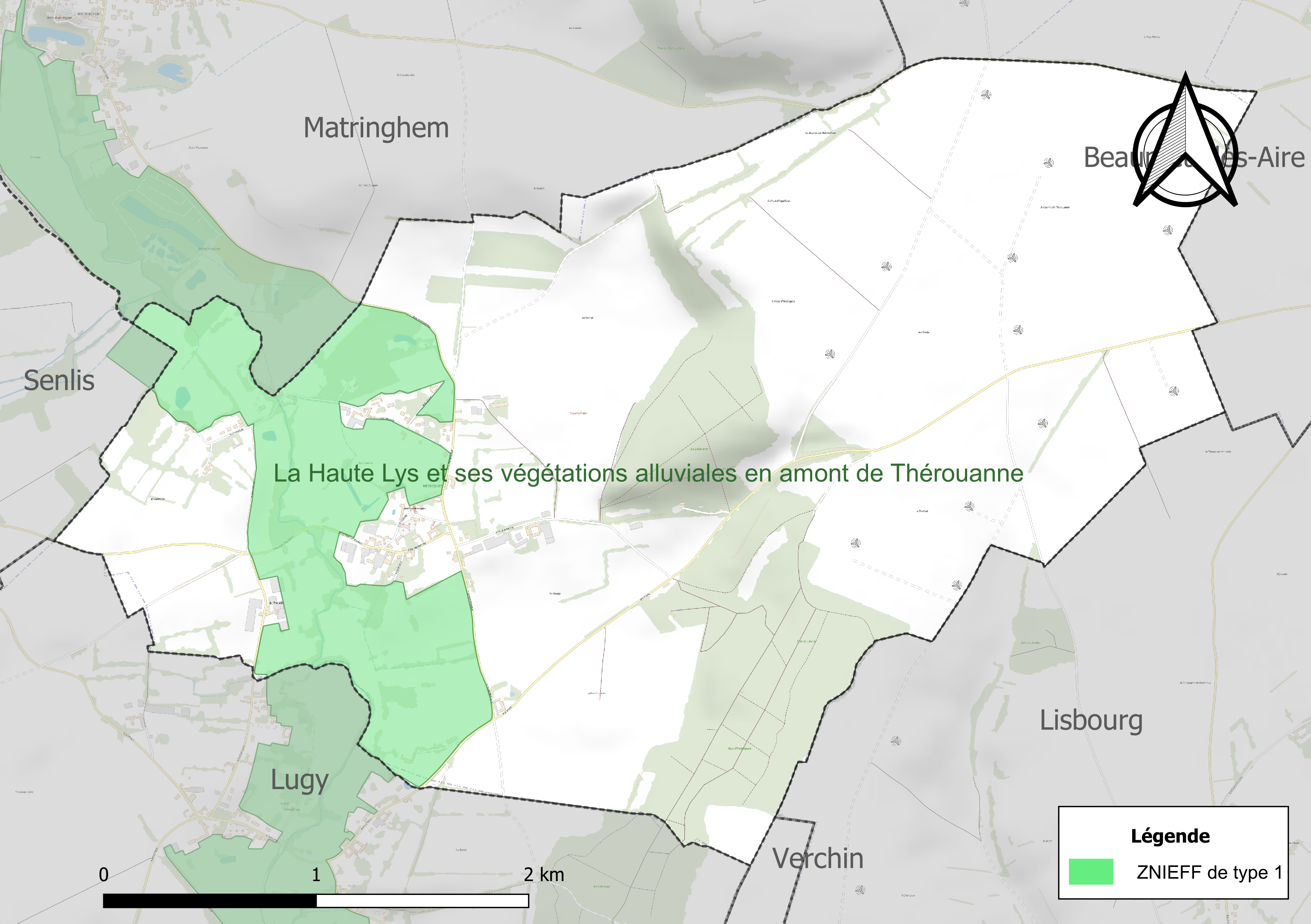
Carte de la ZNIEFF de type 1 sur la commune.
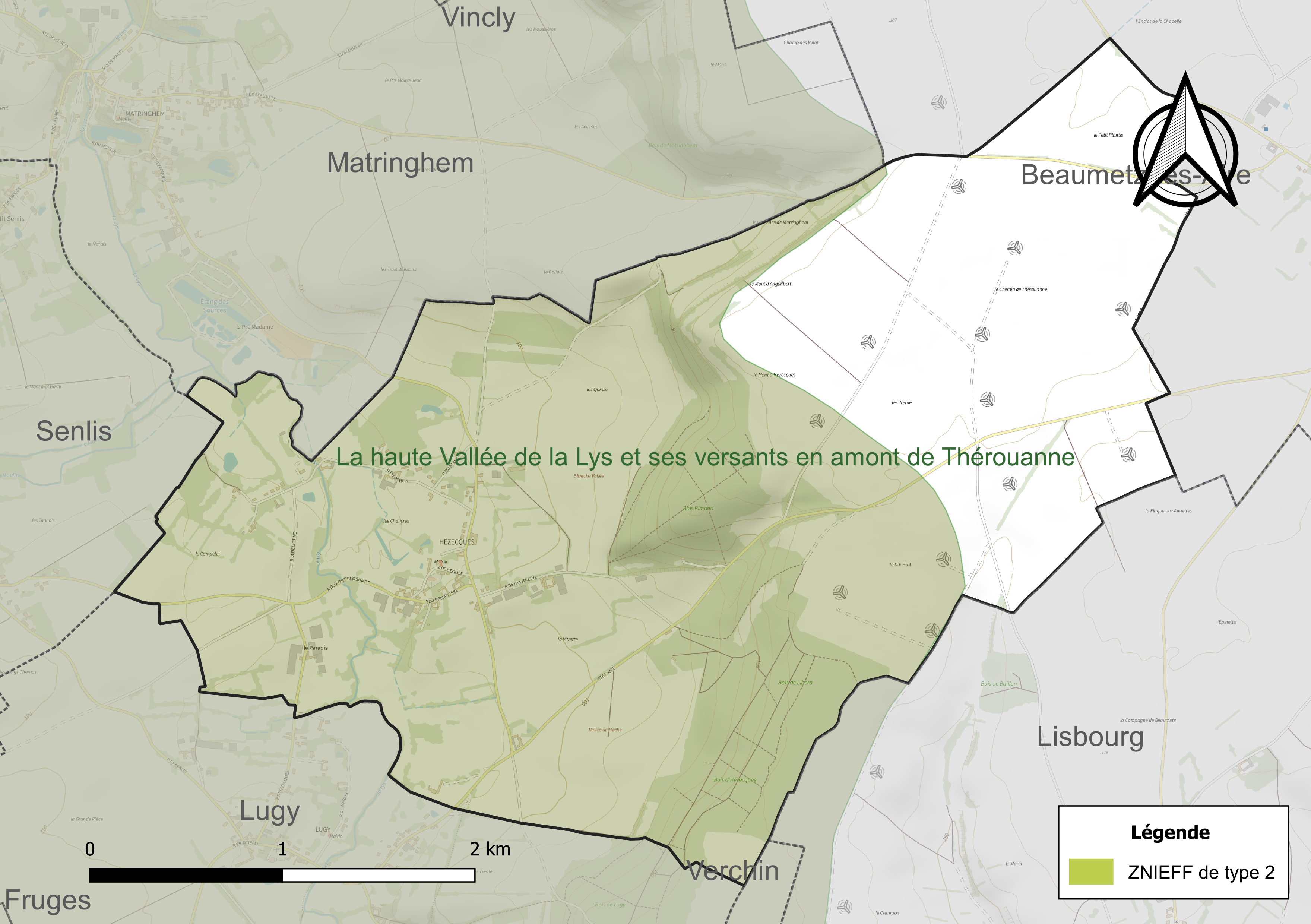
Carte de la ZNIEFF de type 2 sur la commune.

#### Espèces faunistiques et floristiques
L’Inventaire national du patrimoine naturel (INPN) recense plusieurs espèces faunistiques et floristiques sur le territoire de la commune dont certaines sont protégées et d’autres menacées et quasi-menacées.

## Urbanisme

### Typologie
Au 1er janvier 2024, Hézecques est catégorisée commune rurale à habitat dispersé, selon la nouvelle grille communale de densité à sept niveaux définie par l'Insee en 2022.
Elle est située hors unité urbaine. Par ailleurs la commune fait partie de l'aire d'attraction de Fruges, dont elle est une commune de la couronne,. Cette aire, qui regroupe 22 communes, est catégorisée dans les aires de moins de 50 000 habitants,.

### Occupation des sols
L'occupation des sols de la commune, telle qu'elle ressort de la base de données européenne d’occupation biophysique des sols Corine Land Cover (CLC), est marquée par l'importance des territoires agricoles (89,1 % en 2018), en diminution par rapport à 1990 (94 %). La répartition détaillée en 2018 est la suivante : 
terres arables (63,8 %), prairies (19,5 %), forêts (10,9 %), zones agricoles hétérogènes (5,7 %). L'évolution de l’occupation des sols de la commune et de ses infrastructures peut être observée sur les différentes représentations cartographiques du territoire : la carte de Cassini (XVIIIe siècle), la carte d'état-major (1820-1866) et les cartes ou photos aériennes de l'IGN pour la période actuelle (1950 à aujourd'hui).

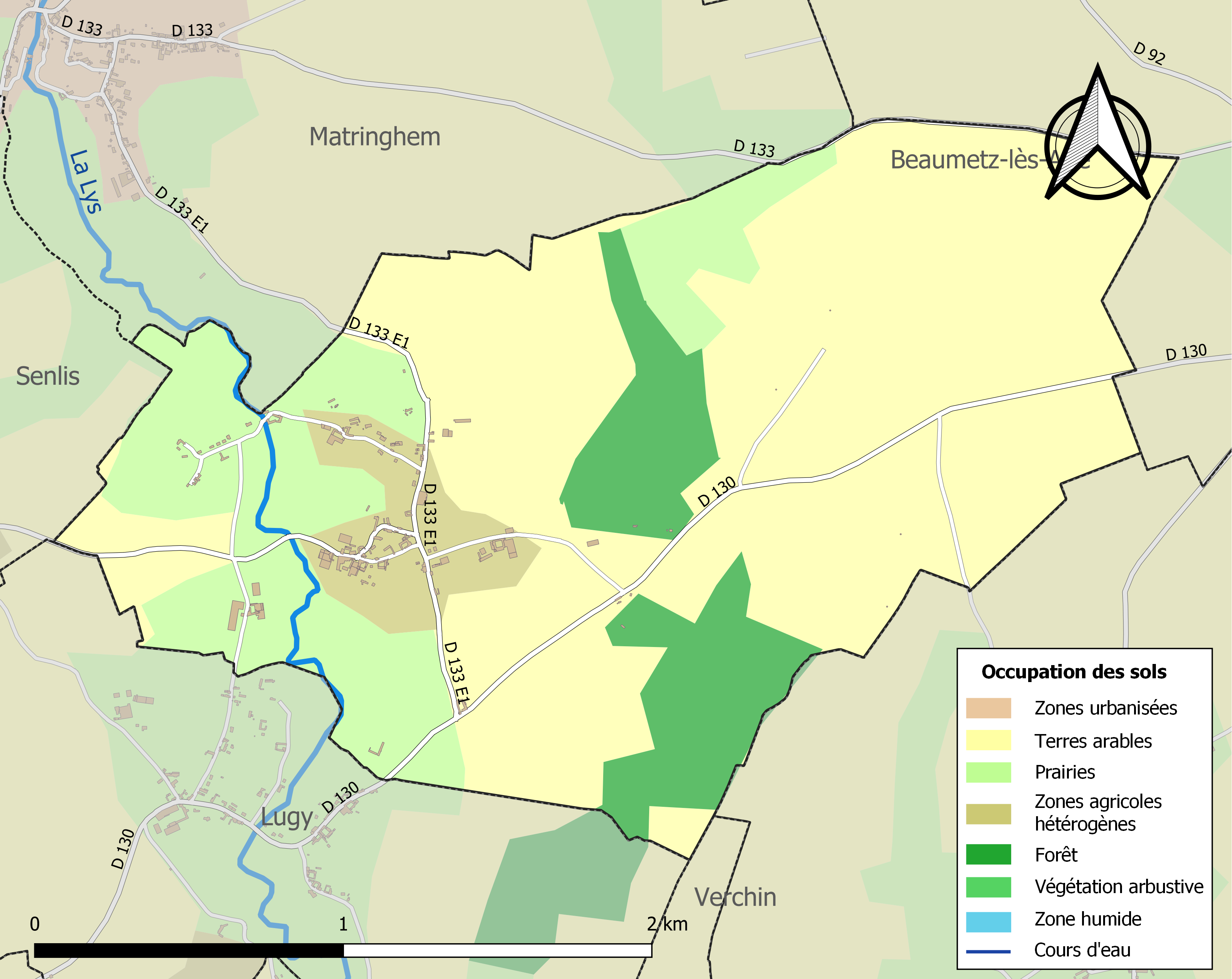
Carte des infrastructures et de l'occupation des sols de la commune en 2018 (CLC).

## Toponymie
Le nom de la localité est attesté sous les formes Heseca (1112), Hesecha (1112-1123), Heseche (1137), Hesseca (1139-1164), Hesekes et Haseches (1167), Herseke (1206), Heseka (1218), Heseke (1226), Hiesecque (1240), Heseque (1260), Desecle (1297), Eseke (1311), Hesecque (1331), Hezeicke (1343), Hesesque (1477), Hezecke (v. 1512).
D'un nom de personne germanique Haso, suivi du suffixe gallo-roman -i-acum, « domaine (de) ».
Il s'agit d'un des exemples les plus méridionaux d'une formation en -acum présentant une évolution phonétique de type flamand. La forme aurait évolué en *Haisy, *Hasy en picard.

## Histoire
En juillet 1666, à Fontainebleau, la terre d'Hézecques est érigée par Louis XIV en comté au bénéfice de Charles II de La Haye. La terre d'Hézecques possède toute la justice seigneuriale, 150 arpents de bois et 200 de prés et terres à labour, plusieurs censives (fermes), 400 livres de rente, un beau château entouré de fossés d'eaux vives et dont relèvent 25 fiefs considérables, enfin est même une des pairies du comté de Saint-Pol-sur-Ternoise.
En 1666, Charles de La Haye est seigneur d'Hézecques, d'Ecquedecques, de Radinghem, etc. À cette date, il est depuis plusieurs années député général et ordinaire de la noblesse des États d'Artois, député à la Cour de France, et, peu après la paix, il eut l'honneur de prêter serment au nom de toute la noblesse, appartenant à une maison des plus nobles et des plus illustres. L'ancêtre de Charles de La Haye, Jean de La Haye, domicilié à Hellebecque (paroisse de  Fruges) a été anobli pour services rendus en décembre 1475, par lettres données à Malines par le duc de Bourgogne Charles le Téméraire. Les lettres d'anoblissement de Jean ont été enregistrées le 20 décembre 1476, moyennant finance de 100 francs.
Au début du XVIIIe siècle, la famille de La Haye s'est fondue dans celle de France de Noyelle par le mariage d'Iselle-Marguerite de La Haye, dame d'Hézecques, avec Charles-Alexandre de France de Noyelle. Leur fils Charles-Alexandre-Antoine-Joseph de France épousa en 1743 Marie-Louise-Françoise-Victoire de Mailly (1721-1763), issue des marquis de Mailly, comtes de Rubempré (voir à cet article). Ces terres et seigneuries restèrent dans la famille de France jusqu'à la Révolution.

## Politique et administration

### Découpage territorial
La commune se trouve dans l'arrondissement de Montreuil du département du Pas-de-Calais.

#### Commune et intercommunalités
La commune est membre de la communauté de communes du Haut Pays du Montreuillois.

#### Circonscriptions administratives
La commune est rattachée au canton de Fruges.

#### Circonscriptions électorales
Pour l'élection des députés, la commune fait partie de la quatrième circonscription du Pas-de-Calais.

### Élections municipales et communautaires

#### Liste des maires
| Période                                  | Période                    | Identité         | Étiquette | Qualité                                                    |
| ---------------------------------------- | -------------------------- | ---------------- | --------- | ---------------------------------------------------------- |
| Les données manquantes sont à compléter. |                            |                  |           |                                                            |
| 1995                                     | 2020                       | Bernard Duquenne |           | Agriculteur retraité Réélu pour le mandat 2014-2020,       |
| 4 juillet 2020                           | En cours (au 23 mars 2022) | Gaëtan Puype     |           | Employé civil et agent de service de la fonction publique, |

## Population et société

### Démographie
Les habitants sont appelés les Hézecquois.

#### Évolution démographique
L'évolution du nombre d'habitants est connue à travers les recensements de la population effectués dans la commune depuis 1793. Pour les communes de moins de 10 000 habitants, une enquête de recensement portant sur toute la population est réalisée tous les cinq ans, les populations de référence des années intermédiaires étant quant à elles estimées par interpolation ou extrapolation. Pour la commune, le premier recensement exhaustif entrant dans le cadre du nouveau dispositif a été réalisé en 2005.

En 2022, la commune comptait 127 habitants, en évolution de +5,83 % par rapport à 2016 (Pas-de-Calais : −0,72 %, France hors Mayotte : +2,11 %).
| 1793 | 1800 | 1806 | 1821 | 1831 | 1836 | 1841 | 1846 | 1851 |
| ---- | ---- | ---- | ---- | ---- | ---- | ---- | ---- | ---- |
| 222  | 211  | 230  | 258  | 282  | 305  | 312  | 324  | 322  |

| 1856 | 1861 | 1866 | 1872 | 1876 | 1881 | 1886 | 1891 | 1896 |
| ---- | ---- | ---- | ---- | ---- | ---- | ---- | ---- | ---- |
| 300  | 293  | 262  | 255  | 261  | 255  | 255  | 238  | 238  |

| 1901 | 1906 | 1911 | 1921 | 1926 | 1931 | 1936 | 1946 | 1954 |
| ---- | ---- | ---- | ---- | ---- | ---- | ---- | ---- | ---- |
| 245  | 248  | 236  | 210  | 196  | 195  | 167  | 164  | 152  |

| 1962 | 1968 | 1975 | 1982 | 1990 | 1999 | 2005 | 2006 | 2010 |
| ---- | ---- | ---- | ---- | ---- | ---- | ---- | ---- | ---- |
| 136  | 138  | 100  | 109  | 104  | 100  | 113  | 118  | 115  |

| 2015 | 2020 | 2022 | - | - | - | - | - | - |
| ---- | ---- | ---- | - | - | - | - | - | - |
| 120  | 128  | 127  | - | - | - | - | - | - |

#### Pyramide des âges
La population de la commune est relativement jeune.
En 2018, le taux de personnes d'un âge inférieur à 30 ans s'élève à 39,1 %, soit au-dessus de la moyenne départementale (36,7 %). À l'inverse, le taux de personnes d'âge supérieur à 60 ans est de 24,2 % la même année, alors qu'il est de 24,9 % au niveau départemental.
En 2018, la commune comptait 58 hommes pour 66 femmes, soit un taux de 53,23 % de femmes, légèrement supérieur au taux départemental (51,50 %).
Les pyramides des âges de la commune et du département s'établissent comme suit.
| Hommes | Classe d’âge | Femmes |
| ------ | ------------ | ------ |
| 0,0    | 90 ou +      | 1,5    |
| 1,7    | 75-89 ans    | 2,9    |
| 23,3   | 60-74 ans    | 19,1   |
| 21,7   | 45-59 ans    | 22,1   |
| 16,7   | 30-44 ans    | 13,2   |
| 18,3   | 15-29 ans    | 16,2   |
| 18,3   | 0-14 ans     | 25,0   |

| Hommes | Classe d’âge | Femmes |
| ------ | ------------ | ------ |
| 0,5    | 90 ou +      | 1,6    |
| 5,6    | 75-89 ans    | 8,9    |
| 16,7   | 60-74 ans    | 18,1   |
| 20,2   | 45-59 ans    | 19,2   |
| 18,9   | 30-44 ans    | 18,1   |
| 18,2   | 15-29 ans    | 16,2   |
| 19,9   | 0-14 ans     | 17,9   |

## Culture locale et patrimoine

### Lieux et monuments
- L'église Saint-Martin, avec nef bâtie au XIIe siècle, le chœur et sa tour datant du XVIe siècle.
- Le monument aux morts, surmonté d'une croix latine[37].

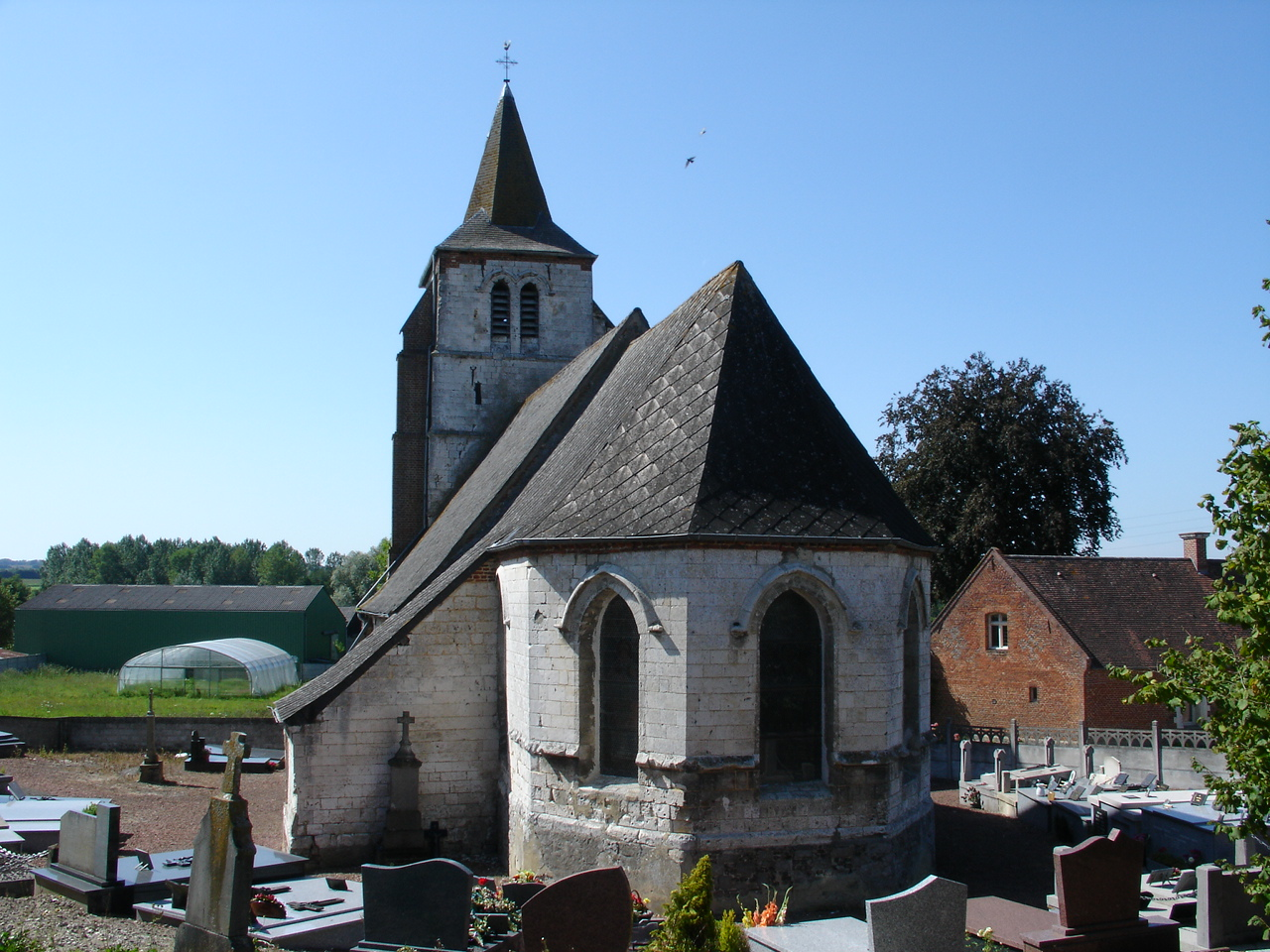
L'église Saint-Martin.
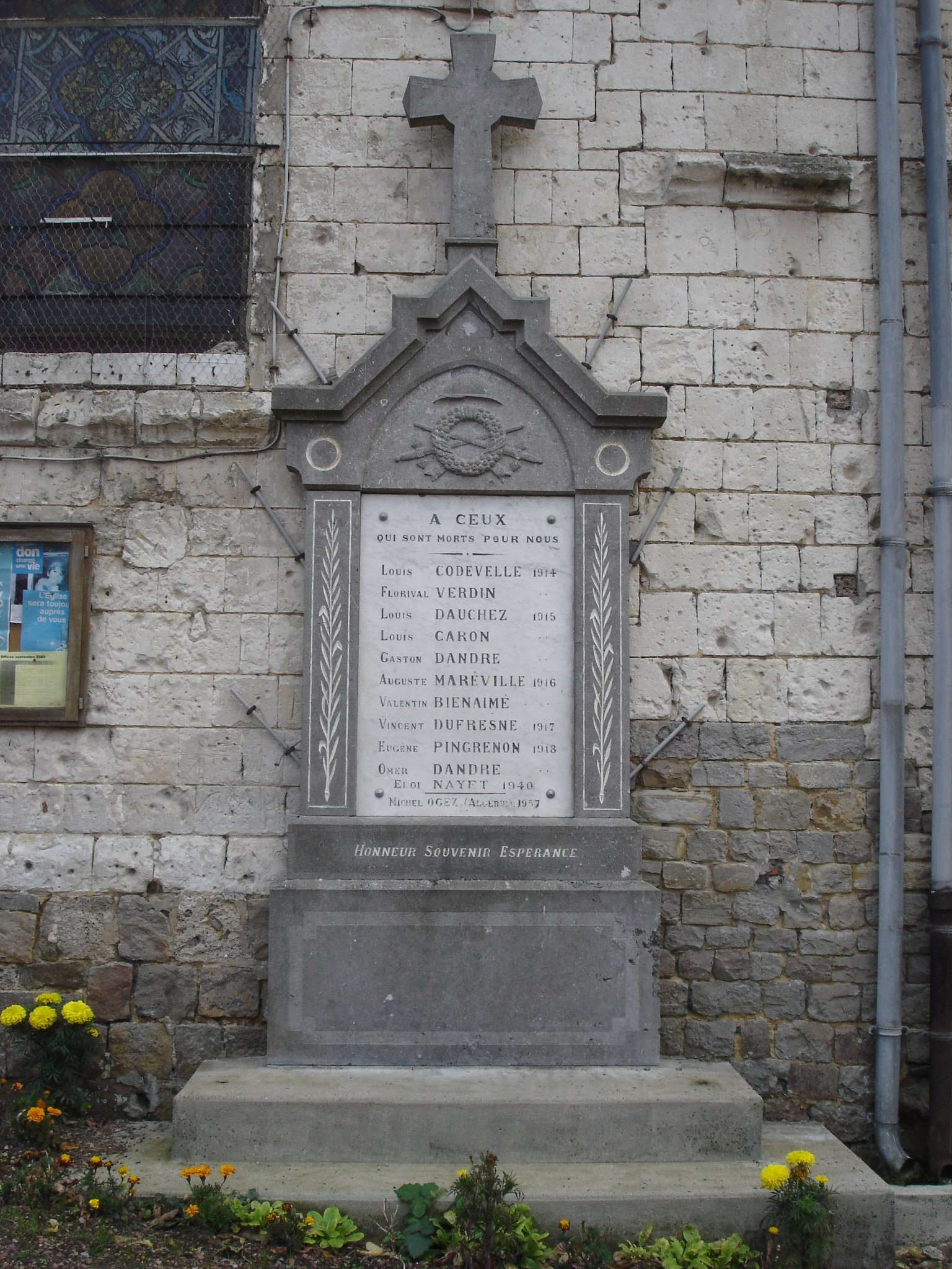
Le monument aux morts.

### Héraldique
| Blason de Hézecques | Blason  | D'argent au chevron de sable accompagné de trois merlettes du même.                                                   |
| Blason de Hézecques | Détails | Armes de la famille de La Haye, anciens seigneurs et comtes du lieu. Le statut officiel du blason reste à déterminer. |

## Pour approfondir

#### Bases de données, dictionnaires et encyclopédies
- Ressources relatives à la géographie :   - Insee (communes)
  - Ldh/EHESS/Cassini
- Ressource relative à plusieurs domaines :   - Annuaire du service public français
- Notices d'autorité :   - VIAF